# Galium nolitangere
Galium nolitangere är en måreväxtart som beskrevs av John Ball. Galium nolitangere ingår i släktet måror, och familjen måreväxter.
Artens utbredningsområde är Marocko. Inga underarter finns listade i Catalogue of Life.